# Arassuil
Arassuil es un personaje ficticio del legendarium del escritor británico J. R. R. Tolkien. Es un Dúnadan, hijo de Arahad II, nacido en el año 2628 de la Tercera Edad del Sol.
Tras la muerte de su padre en el año 2719 T. E., se convirtió en el undécimo capitán de los dúnedain del Norte. Durante su gobierno, los Orcos comenzaron a multiplicarse de nuevo en las Montañas Nubladas y en el año 2740 T. E. atacan las tierras de Eriador. Arassuil y los Dúnedain del Norte ayudaron a Elrohir y a Elladan, los hijos de Elrond, a luchar contra ellos. 
A pesar de ello, en el año 2747 TE, una gran banda de Orcos capitaneada por Golfimbul, llegó hasta La Comarca. Se libró la Batalla de los Campos Verdes, una de las pocas en las que participaron los Hobbits, que liderados por Bandobras Tuk, derrotaron a los Orcos.
También durante el gobierno de Arassuil ocurrió el Largo Invierno, entre los años 2758 y 2759 TE, que causó grandes pérdidas en Eriador.

## Etimología
El nombre de Arassuil está compuesto en la lengua sindarin, como era natural entre los capitanes de los dúnedain del Norte y anteriormente entre los reyes de Arthedain, de los que descendían. El nombre puede recibir distintos significados dependiendo del uso de los términos que lo forman: 
- Ara- : también como Ar-, es un prefijo que significa "Rey" o relacionado con la realeza. Los capitanes tomaron como costumbre poner a su heredero un nombre que comenzara por este prefijo, como significativo de que por derecho serían Reyes de Arnor.
- suil : significa "saludo".

Así el nombre puede significar "Saludo de Rey" o "Saludo Real".